# Anton Mößmer
Anton Mößmer (* 3. Februar 1925 in Landshut; † 19. Februar 2023) war ein deutscher Kinderarzt, Kunst- und Medizinhistoriker und Autor.

## Leben
Anton Mößmer wurde in Landshut geboren und ging auf das Humanistische Gymnasium (Hans-Carossa-Gymnasium Landshut). Nach Arbeits- und Kriegsdienst bzw. Kriegsgefangenschaft studierte er in München Medizin, Psychologie und Kunstgeschichte. Er konzentrierte sich dabei insbesondere auf die Fächer religiöse Volkskunde bei Rudolf Kriß, und Geschichte der Medizin. Seine Fachausbildung absolvierte er am städtischen Klinikum Landshut unter Georg Landes, und an der Kinderpoliklinik in München unter Gerhard Weber. Er wurde in Allergologie zusätzlich ausgebildet.
Im Jahr 1957 übernahm er die Klinik seines Vaters und führte sie bis zum Jahr 1992. Dabei hatte er nach einer Erzählung von Esther Gajek mit äußerst vielen still-unwilligen Müttern zu tun gehabt, die ihm immer wieder entgegnet hätten, dass sie keine armen Leute wären und sich auch künstliche Milch leisten könnten.
Anschließend veröffentlichte er einige Bücher über Medizinalgeschichte und Medizin, darunter beispielsweise ein umfangreiches Buch über die Vorfahren Hans Carossa’s. Mößmer war Ehrenmitglied des Vereins der Freunde des Hans-Carossa-Gymnasiums, an dessen Neugründung er im Jahr 1975 hohe Verdienste hatte. 1996 war er Gründungsmitglied des Fördervereins zur Restaurierung und Erhaltung der Aula des HCG im Jahr 1996.
Im Jahr 1968 war er Gründungsmitglied des Fördervereins Rotaryclub Landshut, der ihn im Jahr 1986 für sein Engagement auszeichnete.
Mößmer wurde im Jahr 2008 die goldene Bürgermedaille der Stadt Landshut verliehen.
Mößmer starb Anfang 2023 im Alter von 98 Jahren.

## Werke
- Landshut und Napoleon: die Kriegsereignisse in den Jahren 1796, 1800, 1806 und 1809 in den Schilderungen von Franz Sebastian Meidinger, Alois Staudenraus, Georg Lichtenwallner und Georg Kreppel. Attenkofer. Straubing 2009. ISBN 978-3-936511-68-0 (Vorschau in Google-Books)
- 100 Jahre Krankenhaus Achdorf: 1906 - 2006. Isar-Post. Altheim bei Landshut 2008. ISBN 978-3-924943-55-4
- Ärzte, Bürger, Herzöge. Eine Dokumentation zur Medizinalgeschichte der Stadt Landshut. 2004. ISBN 3-936511-12-8
- Vom Säuglingsfürsorge-Verein zum Kinderkrankenhaus St. Marien in Landshut. Beitrag zur Geschichte der Säuglings- und Kinderfürsorge in Landshut. Attenkofer. Straubing 2003. ISBN 3-936511-01-2
- Der Hochzeitsbaum : Bilder und Sprüche aus Niederbayern. Attenkofer. Straubing 2000. ISBN 3-931091-56-2
- Die Vorfahren von Hans Carossa: 1878 - 1956. Residenzverlag. Landshut 1996.
- Die Behandlung der Thrombophlebitis durch Novocain-Blockade des lumbalen sympathischen Grenzstranges. 1950